# 岡俊子
岡 俊子（おか としこ、1964年 - ）は、日本の経営コンサルタント。明治大学大学院グローバル・ビジネス研究科教授。マーバルパートナーズ（旧アビームM&Aコンサルティング）代表取締役社長、アステラス製薬監査役、ハピネット取締役、三菱商事取締役、ソニー取締役、ENEOSホールディングス取締役等を歴任。

## 人物
鹿児島県立鶴丸高等学校を経て、一橋大学社会学部卒。ペンシルベニア大学ウォートン・スクールMBA。M&Aの専門家であり、経営者でありながら第一線で活躍するコンサルタントでもある。「美女とヤジ馬」などのテレビ出演や、講演会、大学院の講師、書籍の執筆など、本業以外でも幅広い活躍がある。内閣府対日投資会議専門部会委員、経済財政諮問会議地域力再生機構研究会委員等を歴任。

## 経歴
- 1986年一橋大学社会学部卒業[1]、等松トウシュロスコンサルティング（現アビームコンサルティング）入社[2]。
- 1992年ペンシルベニア大学ウォートン・スクール修士課程修了、MBA[1][3]。
- 1993年トーマツコンサルティングに移籍（等松トウシュロスコンサルティングから分離独立した会社）。
- 2000年朝日アーサー・アンダーセン入社[2]。
- 2002年デロイトトーマツコンサルティング（現アビームコンサルティング)入社[2]。エンロン事件の影響でアーサー・アンダーセン解体後、アビーム社長西岡一正に引き抜かれたとされる。
- 2004年明治大学専門職大学院グローバル・ビジネス研究科兼任講師[4]
- 2005年アビームM&Aコンサルティング代表取締役社長[2]。
- 2008年ネットイヤーグループ取締役[1]。
- 2012年アビームのM&A部門が独立しマーバルパートナーズ設立、代表取締役就任。
- 2013年北陸先端科学技術大学院大学インダストリアルアドバイザー[3]。
- 2014年アステラス製薬監査役[1]。
- 2015年ハピネット監査役[1]。
- 2016年三菱商事取締役、日立金属取締役、岡&カンパニー代表取締役[2][5]。
- 2018年ソニー取締役[5][6]、グロービス取締役、グロービス・キャピタル・パートナーズ監査役[3]。
- 2019年産業革新投資機構取締役 産業革新投資委員会委員[7]、ハピネット取締役[8]、グロービス経営大学院大学理事[3]。
- 2020年ENEOSホールディングス取締役[5]、日本サッカー協会コンプライアンス委員[3]。
- 2021年明治大学大学院グローバル・ビジネス研究科教授[9]、ソニーグループ取締役・監査委員会議長[10][11]、日立建機取締役[12]、リブ・コンサルティング取締役、JKA評議員[3]。
- 2022年国際人材育成機構指名・報酬委員会委員[3]。

## 著書
- 図解&ストーリー「資本コスト」入門（中央経済社）
- M&Aにおける第三者委員会の理論と実務（商事法務）
- 図解&ストーリー「子会社売却」の意思決定（中央経済社）

## 参考書籍
- これが女の出世道（とらばーゆ編集部、徳間書店）